# Canthigaster punctatissima

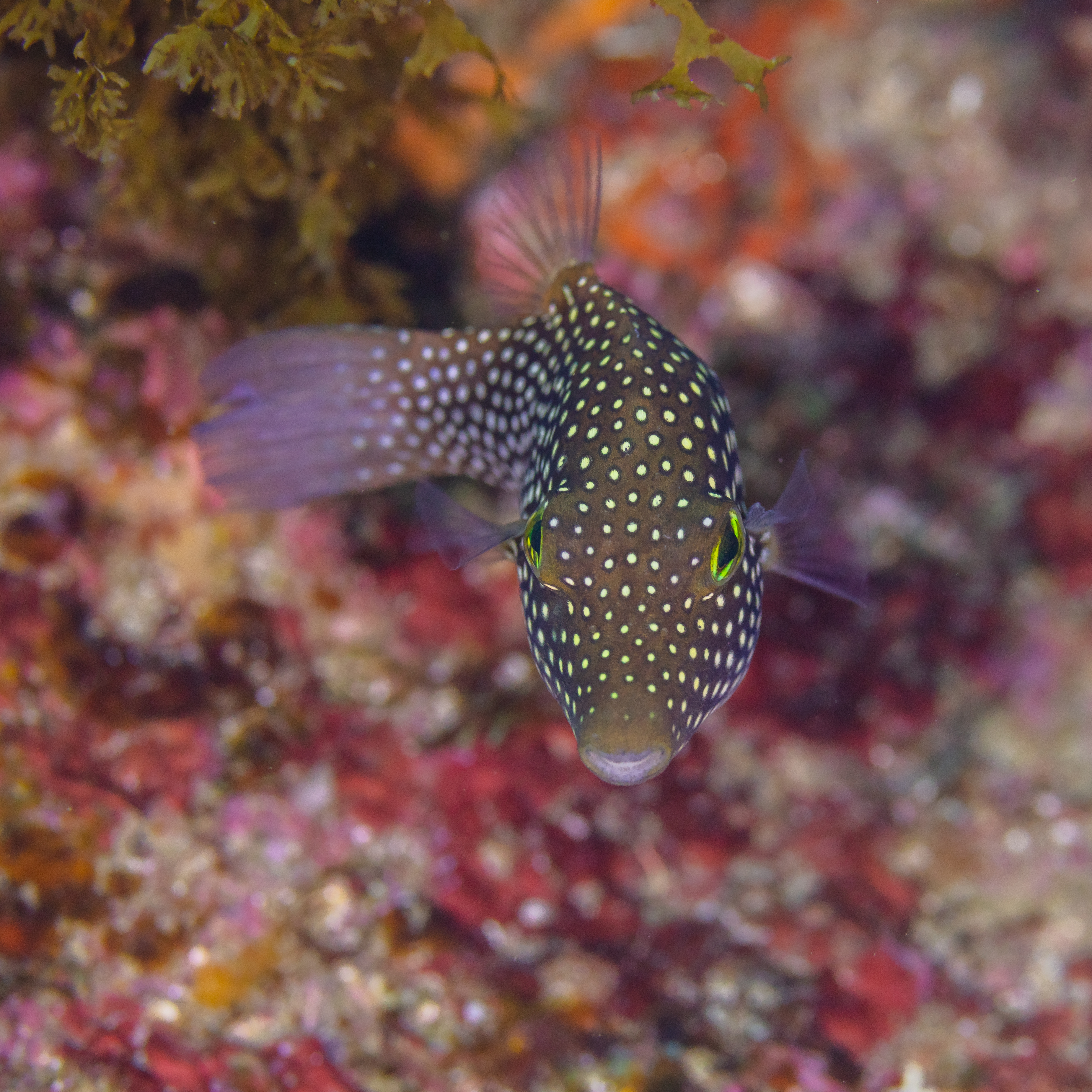
Vista frontal.

Canthigaster punctatissima es una especie de peces de la familia Tetraodontidae en el orden de los Tetraodontiformes.

## Morfología
Los machos pueden llegar alcanzar los 9 cm de longitud total.

## Reproducción
Es  monógamo.

## Hábitat
Es un pez de mar de clima tropical y asociado a los  arrecifes de coral que vive entre 3-21 m de profundidad.

## Distribución geográfica
Se encuentra en el Pacífico oriental central: desde Guaymas (México) hasta Panamá e islas Galápagos.